# Rocca di Botte
Rocca di Botte là một đô thị thuộc tỉnh L'Aquila trong vùng Abruzzo của Ý. Ý. Đô thị này có diện tích 29 km², dân số 522 người. Các đô thị giáp ranh gồm: Arsoli (RM), Camerata Nuova (RM), Cappadocia, Cervara di Roma (RM), Oricola, Pereto